# 주마나 카마라
주마나 카마라(Zoumana Camara, 1979년 4월 3일, 콜롱브 ~)는 프랑스의 전 축구 선수로, 수비수로 활약했다.

## 클럽 경력
콜롱브, 오-드-센 출신으로, 카마라는 불과 17세의 나이에 프로무대에 첫선을 보였고, 생테티엔의 리그 2를 두 시즌 소화하였다. 1998년 여름, 그는 이탈리아의 인테르나치오날레로 이적하였으나, 두 차례의 코파 이탈리아 경기 출전이 흑청 (Nerazzurri) 소속의 출장 기록 전부이며, 인테르나치오날레에서의 2년간 두번 임대되었다: 처음에는 세리에 A에서 에서 강등당하게 되는 엠폴리에 5달간 보냈고, 이후에는 모국의 바스티아에 한 시즌간 임대되어 코르시카 연고의 클럽이 리그 1 10위를 차지하도록 도왔다.
1시즌 반을 마르세유에서 보내면서 한 시즌을 주전, 남은 기간을 후보로 활약한 그는 랑스에 합류하였다. 그는 잉글랜드 클럽 리즈 유나이티드로 임대되어 2003년 8월 30일, 미들즈브러 원정에서 득점하여 3-2 승리에 일조하기도 하였으나, 결국 팀은 프리미어리그에서 강등되었다. 리즈를 떠나기 2달 전, 그는 클럽의 재정 문제를 알아차렸다면 클럽의 제의를 받아들이지 않았을 것이라고 비난하였다.
2004년 여름, 카마라는 생테티엔으로 귀환하였고, 녹색 군단 (Les Verts) 으로의 3시즌간 단 6번의 리그 경기만을 결장하였다. 이후 28세가 된 그는 파리 생제르맹과 4년 계약을 체결하여, 대부분의 이 기간을 주전으로 활약하였다.

## 국가대표팀 경력
카마라는 2001년 6월 1일, 오스트레일리아에게 0-1로 발목을 잡힌 2001년 FIFA 컨페더레이션스컵 조별 리그 2차전 경기의 선발 출전이 프랑스 축구 국가대표팀 일원으로의 유일한 출장 기록이며, 프랑스는 결국 이 대회 우승을 거두었다.

## 수상

### 클럽
- 리그 1: 2012–13
- 쿠프 드 프랑스: 2009–10
- 쿠프 드 라 리그: 2007–08

### 국가대표팀
- FIFA 컨페더레이션스컵: 2001